# Fountain L. Thompson
Fountain L. Thompson (Scottville, 1854. november 18. – Los Angeles, 1942. február 4.) az Amerikai Egyesült Államok szenátora (Észak-Dakota, 1909–1910).